# ジョン・エドワーズ (野球)
ジョナサン・ベンジャミン・エドワーズ（Jonathan Benjamin "Jon" Edwards, 1988年1月8日 - ）は、アメリカ合衆国イリノイ州シカゴ出身のプロ野球選手（投手）。右投右打。現在は、フリーエージェント（FA）。
愛称は「ビッグ・ジョン」。

## 経歴

### プロ入りとカージナルス傘下時代
2006年のMLBドラフト会議14巡目（全体436位）でセントルイス・カージナルスから外野手として指名され、6月15日に契約。傘下のアパラチアンリーグのルーキー級ジョンソンシティ・カージナルスでプロデビュー。48試合に出場して打率.266、4本塁打、27打点を記録した。
2007年はルーキー級ジョンソンシティで開幕を迎え、55試合に出場。打率.245、7本塁打、33打点の成績で、8月にA-級バタビア・マックドッグスへ昇格。A-級バタビアでは9試合の出場で、打率.394だった。
2008年はA-級バタビアで開幕を迎え、31試合に出場。打率.304、6本塁打、16打点と結果を残し、8月にA級クァッドシティーズ・リバーバンディッツへ昇格。A級クァッドシティーズでは22試合に出場して打率.269、4本塁打、13打点、2盗塁を記録した。
2009年はA級クァッドシティーズで開幕を迎えたが、67試合の出場で打率.191と落ち込み、8月3日にA-級バタビアへ降格した。A-級バタビアでは29試合で打率.232、2本塁打、13打点、1盗塁を記録した。
2010年はA-級バタビアでプレーしたが、43試合の出場で打率.191、2本塁打、11打点と結果を残せず、オフの10月5日に自由契約となった。

### 独立リーグ時代
2011年は独立リーグであるノース・アメリカン・リーグのサンアンジェロ・コルツに加入。23試合に出場して打率.227、5本塁打、15打点を記録した。7月にペコス・リーグのアルパイン・カウボーイズへ移籍した。移籍後は投手に転向し、2試合に登板した。

### レンジャーズ時代
2011年12月20日にテキサス・レンジャーズと投手としてマイナー契約を結んだ。

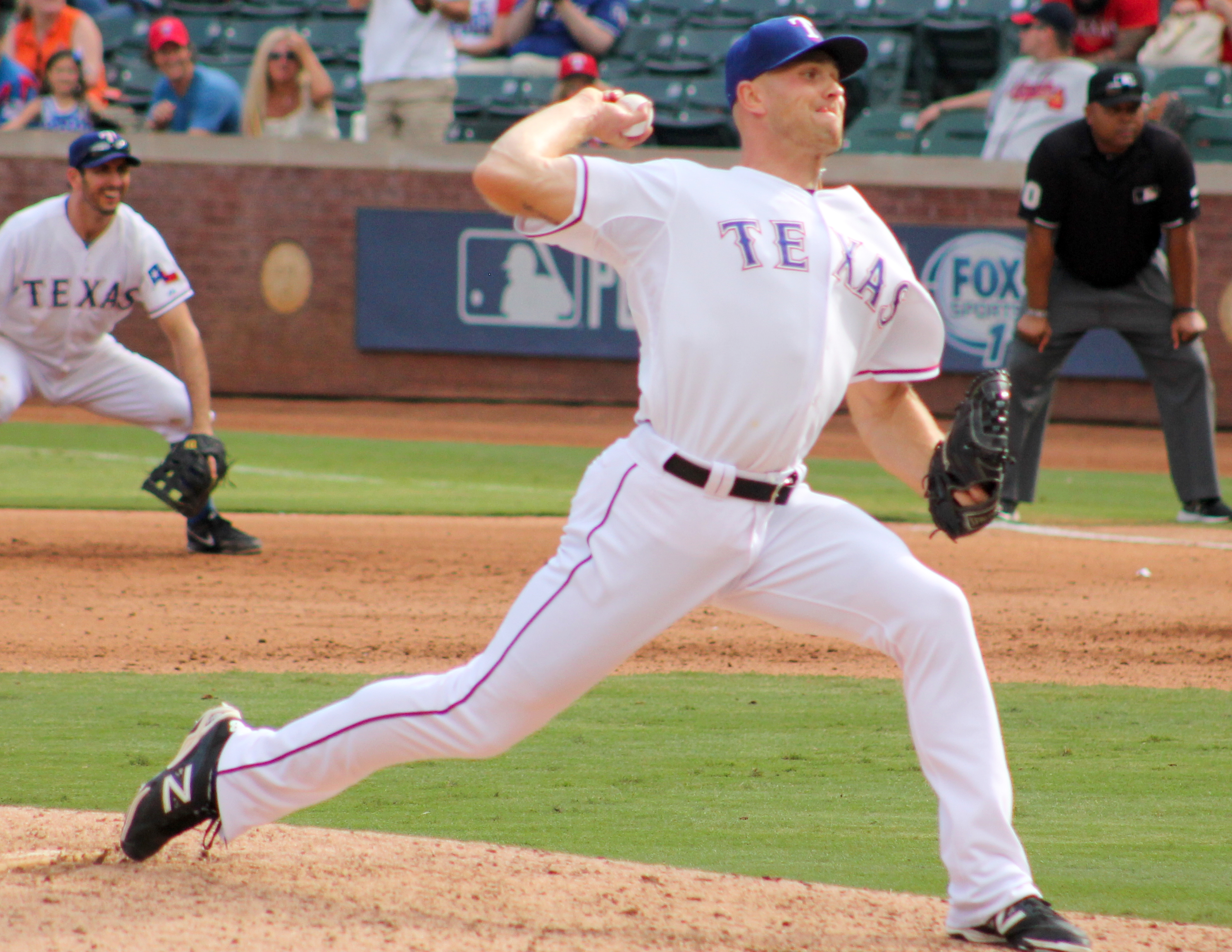
テキサス・レンジャーズ時代
(2014年9月14日)

2012年は傘下のルーキー級アリゾナリーグ・レンジャーズで開幕を迎え、3試合の登板で1勝0敗1セーブ、防御率0.00と好投し、7月1日にA-級スポケーン・インディアンスへ昇格。A-級スポケーンでも11試合の登板で防御率1.47と結果を残し、8月18日にA+級マートルビーチ・ペリカンズへ昇格。A+級マートルビーチで4試合に登板後、9月1日にAA級フリスコ・ラフライダーズへ昇格し、1試合に登板した。
2013年はA+級マートルビーチで開幕を迎え、26試合に登板。3勝1敗4セーブ、防御率3.57、51奪三振の成績で、8月1日にAA級フリスコへ昇格した。AA級フリスコでは9試合に登板して0勝1敗、防御率5.28、16奪三振を記録した。
2014年はAA級フリスコで開幕を迎え、22試合に登板。1勝2敗、防御率5.13、36奪三振と不調が続いたが、7月2日にAAA級ラウンドロック・エクスプレスへ昇格。AAA級ラウンドロックでは12試合の登板で、1勝1敗、防御率2.93、26奪三振の成績を残し、8月15日にレンジャーズとメジャー契約を結んでアクティブ・ロースター入りした。同日のロサンゼルス・エンゼルス・オブ・アナハイム戦でメジャーデビュー。4点ビハインドの8回表から登板し、0.2回を投げ1安打無失点1四球1奪三振だった。この年メジャーでは9試合に登板して0勝0敗1ホールド、防御率4.32、9奪三振を記録した。オフの12月15日に精巣がんと診断され、切除手術を行った。その後の経過は良好で、エドワーズは「医師は悪化を予想していたんだ。これは奇跡と言うしかないよ」と語った。
2015年4月5日にAAA級ラウンドロックへ異動し、そのまま開幕を迎えた。4月11日にデレク・ホランドが故障者リスト入りしたため、メジャーへ昇格したが、同日のヒューストン・アストロズ戦で打者2人に対し、一死も取れず降板し、翌日12日にAAA級ラウンドロックへ降格した。5月27日に再昇格後は10試合に登板したが、防御率6.00と安定せず、6月23日に再びAAA級ラウンドロックへ降格した。レンジャーズでは11試合に登板して0勝0敗2ホールド、防御率6.00、6奪三振を記録した。

### パドレス時代
2015年8月21日、8月18日に行われたトレードの後日発表選手として、サンディエゴ・パドレスへ移籍した。同日中に傘下のAAA級エル・パソ・チワワズへ異動した。9月2日にメジャーへ昇格。昇格後は11試合に登板して防御率3.38、16奪三振を記録した。
2016年は屈筋を痛めたため、A+級レイクエルシノア・ストームで1試合の登板にとどまった。オフの12月2日にFAとなったが、16日にマイナー契約で再契約し、2017年のスプリングトレーニングに招待選手として参加することになった。
2017年3月28日に自由契約となった。なお、この年はどの球団からもオファーがなく、無所属だった。

### インディアンス時代
2018年3月22日にクリーブランド・インディアンスとマイナー契約を結んだ。シーズンでは8月末まで傘下のAA級アクロン・ラバーダックスとAAA級コロンバス・クリッパーズでプレーし、2球団合計で34試合に登板して2勝2敗4セーブ、防御率3.63、56奪三振を記録した。9月1日にメジャー契約を結んでアクティブ・ロースター入りした。
2019年9月1日にDFAとなり、3日にマイナー契約となった（そのままAAA級コロンバスへ配属）。

### 阪神時代
2019年12月21日に、NPBの阪神タイガースと1年契約で合意したことが発表された。推定年俸80万ドル（約8800万円）で、背番号は42。
2020年には、（4人の投手を含む）7人の外国人選手と外国人枠（新型コロナウイルスへの感染拡大に伴う特例で最大5人）を争った末に、セットアッパー要員としてレギュラーシーズンを一軍でスタート。6月19日には、読売ジャイアンツとの開幕戦（東京ドーム）8回裏に、公式戦での来日初登板を果たした。この試合では1回を無失点に抑えたが、実際には開幕直前の練習試合から右肩のコンディションが思わしくないため、以降の試合に登板しないまま同月26日に出場選手登録を抹消された。その後は二軍でノースロー調整を続け、8月上旬に投球を再開。8月23日の中日ドラゴンズ二軍戦で実戦復帰すると、二軍戦ながら9試合連続無失点と結果を残し、9月21日にオネルキ・ガルシアと入れ替わる形で一軍に再登録された。昇格後しばらくはいずれもビハインドの場面での登板であったが、直後に阪神球団内で新型コロナウイルスの集団感染が発生。岩崎優や岩貞祐太、馬場皐輔といったリリーフ陣の中心を担っていた選手が軒並み登録抹消となったことをうけて、急遽、藤浪晋太郎と共に臨時の勝ちパターンを形成することとなった。不測の事態による突発的な配置転換ではあったものの、セットアッパーとして安定感のある投球を披露。離脱組が復帰して以降もシーズン終了まで継続して勝ちパターンで起用され、最終的に23試合の登板で防御率2.38、チーム2位となる12ホールドを記録した。シーズン終了後、推定年俸70万ドル（約7350万円）の1年契約で残留することが発表された。
2021年は新型コロナウイルスの影響により新外国人が来日できない中、1月17日に来日した。球団が外国人8人体制をとったことから、開幕を二軍で迎えた。その後4月20日に出場選手登録されるも、チェン・ウェインの昇格にともない4月29日に登録抹消、6月8日に2回目の出場選手登録をされるも、ラウル・アルカンタラの昇格にともない6月21日に2回目の登録抹消、東京オリンピックによるプロ野球公式戦中断によって、ジェリー・サンズとエドワーズ以外の外国人が一時帰国し、外国人枠に空きができたため、後半戦を一軍で迎えたが、8月19日に3回目の登録抹消をされ、10月22日に家庭の事情で米国に帰国し、そのままシーズンを終えた。 激しい外国人争いに敗れ、数少ないチャンスをものにすることができず、7試合の登板に終わり、11月30日に球団から退団することが発表された。

## 詳細情報

### 年度別投手成績
| 年 度    | 球 団    | 登 板 | 先 発 | 完 投 | 完 封 | 無 四 球 | 勝 利 | 敗 戦 | セ 丨 ブ | ホ 丨 ル ド | 勝 率 | 打 者 | 投 球 回 | 被 安 打 | 被 本 塁 打 | 与 四 球 | 敬 遠 | 与 死 球 | 奪 三 振 | 暴 投 | ボ 丨 ク | 失 点 | 自 責 点 | 防 御 率 | W H I P |
| -------- | -------- | ----- | ----- | ----- | ----- | -------- | ----- | ----- | -------- | ----------- | ----- | ----- | -------- | -------- | ----------- | -------- | ----- | -------- | -------- | ----- | -------- | ----- | -------- | -------- | ------- |
| 2014     | TEX      | 9     | 0     | 0     | 0     | 0        | 0     | 0     | 0        | 1           | ----  | 43    | 8.1      | 13       | 0           | 5        | 0     | 1        | 9        | 2     | 0        | 5     | 4        | 4.32     | 2.16    |
| 2015     | TEX      | 11    | 0     | 0     | 0     | 0        | 0     | 0     | 0        | 2           | ----  | 31    | 6.0      | 6        | 1           | 8        | 0     | 0        | 6        | 1     | 0        | 4     | 4        | 6.00     | 2.33    |
| 2015     | SD       | 11    | 0     | 0     | 0     | 0        | 0     | 0     | 0        | 0           | ----  | 44    | 10.2     | 6        | 3           | 8        | 0     | 0        | 16       | 1     | 0        | 4     | 4        | 3.38     | 1.31    |
| '15計    | SD       | 22    | 0     | 0     | 0     | 0        | 0     | 0     | 0        | 2           | ----  | 75    | 16.2     | 12       | 4           | 16       | 0     | 0        | 22       | 2     | 0        | 8     | 8        | 4.32     | 1.68    |
| 2018     | CLE      | 9     | 0     | 0     | 0     | 0        | 0     | 0     | 0        | 0           | ----  | 37    | 8.2      | 6        | 2           | 4        | 0     | 0        | 10       | 0     | 0        | 4     | 3        | 3.12     | 1.15    |
| 2019     | CLE      | 9     | 0     | 0     | 0     | 0        | 2     | 0     | 0        | 0           | 1.000 | 36    | 8.0      | 5        | 2           | 6        | 0     | 2        | 5        | 0     | 0        | 2     | 2        | 2.25     | 1.38    |
| 2020     | 阪神     | 23    | 0     | 0     | 0     | 0        | 0     | 1     | 0        | 12          | .000  | 86    | 22.2     | 17       | 2           | 3        | 0     | 2        | 17       | 0     | 0        | 6     | 6        | 2.38     | 0.88    |
| 2021     | 阪神     | 7     | 0     | 0     | 0     | 0        | 0     | 0     | 0        | 0           | ----  | 31    | 7.0      | 6        | 1           | 4        | 0     | 0        | 7        | 0     | 0        | 3     | 2        | 2.57     | 1.43    |
| MLB：4年 | MLB：4年 | 49    | 0     | 0     | 0     | 0        | 2     | 0     | 0        | 3           | 1.000 | 191   | 41.2     | 36       | 8           | 31       | 0     | 3        | 46       | 4     | 0        | 19    | 17       | 3.67     | 1.61    |
| NPB：2年 | NPB：2年 | 30    | 0     | 0     | 0     | 0        | 0     | 1     | 0        | 12          | .000  | 117   | 29.2     | 23       | 3           | 7        | 0     | 2        | 24       | 0     | 0        | 9     | 8        | 2.43     | 1.01    |

- 2021年度シーズン終了時

### 記録

#### NPB
初記録
- 初登板：2020年6月19日、対読売ジャイアンツ1回戦（東京ドーム）、8回裏に3番手で救援登板、1回無失点
- 初奪三振：2020年9月25日、対東京ヤクルトスワローズ16回戦（明治神宮野球場）、8回裏に山崎晃大朗から
- 初ホールド：2020年9月29日、対中日ドラゴンズ16回戦（阪神甲子園球場）、7回表に2番手で救援登板、1回無失点

### 背番号
- 62（2014年）
- 36（2015年 - 同年途中）
- 43（2015年途中 - 同年終了）
- 46（2018年 - 2019年）
- 42（2020年 - 2021年）

### 登場曲
- 「BIG BAD JOHN」Jimmy Dean（英語版）（2020年 - 2021年）